# Plazas de soberanía
Plazas de soberanía (Španjolski izgovor: [ˈplaθas ðe soβeɾaˈni.a], lit. "utvrde suvereniteta") je izraz koji opisuje niz španjolskih prekomorskih manjih teritorija raštrkanih duž obale Sredozemnog mora koja graniči s Marokom u Africi, ili koji su bliži Africi nego Europi. Ovaj se izraz koristi za one teritorije koji su bili dio Španjolske od formiranja moderne španjolske države (1492. – 1556.), za razliku od afričkih teritorija koje je Španjolska stekla tijekom 19. i ranog 20. stoljeća u Borbi za Afriku.
Povijesno gledano, napravljena je razlika između takozvanih "glavnih mjesta suvereniteta", koja se sastoje od autonomnih gradova Ceuta i Melilla, i "manjih mjesta suvereniteta", koja se odnose na niz otoka (i malog poluotoka) duž obala. U sadašnjosti, termin se uglavnom odnosi na potonje.
Maroko polaže pravo na te teritorije (osim otoka Alborán, dalje od Afrike) od svoje neovisnosti 1956.

## Povijest
Tijekom Rekonkviste i uglavnom nakon osvajanja Granade 1492. godine, snage kastiljskog i portugalskog kraljevstva osvojile su i zadržale brojne postaje u sjevernoj Africi za trgovinu i kao obranu od barberijskog gusarstva.
U kolovozu 1415. Portugalci su osvojili grad Ceutu. Papinska je bula Aeterni regis 1481. dodijelila Portugalu svu zemlju južno od Kanarskih otoka. Samo ovaj arhipelag i posjedi Santa Cruz de la Mar Pequeña (1476. – 1524.), Melilla (osvojio ju je Pedro de Estopiñán 1497.), Villa Cisneros (osnovana 1502. u današnjoj Zapadnoj Sahari), Mazalquivir (1505.), Peñón de Vélez de la Gomera (1508), Oran (1509. – 1708.; 1732. – 1792.), Alžir (1510–1529), Béjaïa (1510–1554), Tripoli (1511. – 1551.) i Tunis (1535. – 1569.) ostali su kao španjolski teritorij u Africi. Konačno, nakon neovisnosti Portugala nakon kraja Iberijske unije koju je predvodila Španjolska, Portugal je Ceutu ustupio Španjolskoj 1668.
Godine 1848. španjolske su trupe osvojile Čafarinske otoke. U kasnom 19. stoljeću, nakon takozvane borbe za Afriku, europske su države preuzele kolonijalnu kontrolu nad većim dijelom afričkog kontinenta. Feški sporazum (potpisan 30. ožujka 1912.) učinio je veći dio Maroka protektoratom Francuske, dok je Španjolska preuzela ulogu zaštitnika vlasti nad sjevernim dijelom, nazvanim Španjolski Maroko.
Kada se Španjolska odrekla protektorata i priznala neovisnost Maroka 1956., nije se odrekla tih manjih teritorija, jer ih je Španjolska držala znatno prije uspostave svog protektorata.
Dana 11. srpnja 2002. Maroko je postavio šest žandara na otok Perejil, na što je Španjolska reagirala protestom. Španjolske oružane snage odgovorile su pokretanjem vojne operacije kodnog naziva Operacija Romeo-Sierra. Operaciju su izveli španjolski komandosi Grupo de Operaciones Especiales. Španjolska mornarica i španjolsko zrakoplovstvo pružili su podršku; šest kadeta marokanske mornarice nije pružilo nikakav otpor te su zarobljeni i protjerani s otoka. Tada su snage obaju zemalja napustile otok.
Dana 3. siječnja 2020. 42 migranta otišla su na otočje Chafarinas ; španjolska civilna garda naredila je njihovo trenutno protjerivanje bez pridržavanja zakonske procedure. Španjolska nevladina organizacija 'Walking Border' osudila je "vruće povratke" kao kršenje međunarodnog prava.

## Fizička geografija
Osim Ceute i Melille, povijesno postoje tri manja plazas de soberanía:
| Territory                   | Površina(ha) | Koordinate                                            |
| --------------------------- | ------------ | ----------------------------------------------------- |
| Otočje Alhucemas            | 4.3          | 35°12′54″N 3°53′47″W / 35.21500°N 3.89639°W           |
| ▼Isla de Mar                | 1.4          | 35°13′3.65″N 3°54′2.69″W / 35.2176806°N 3.9007472°W   |
| ▼Isla de Tierra             | 1.8          | 35°12′55.83″N 3°54′8.10″W / 35.2155083°N 3.9022500°W  |
| ▼Peñón de Alhucemas         | 1.1          | 35°12′48″N 3°53′21″W / 35.21333°N 3.88917°W           |
| Čafarinski otoci            | 34.0         | 35°11′N 2°26′W / 35.183°N 2.433°W                     |
| ▼Isla de Isabel II          | 10.2         | 35°10′55.77″N 2°25′46.90″W / 35.1821583°N 2.4296944°W |
| ▼Isla del Rey               | 8.6          | 35°10′51.72″N 2°25′24.96″W / 35.1810333°N 2.4236000°W |
| ▼Isla del Congreso          | 15.2         | 35°10′43.90″N 2°26′28.31″W / 35.1788611°N 2.4411972°W |
| Peñón de Vélez de la Gomera | 1.9          | 35°10′21.29″N 4°18′2.89″W / 35.1725806°N 4.3008028°W  |

Osim njih, postoje još dva otoka koja se obično svrstavaju u plazas de soberanía. Sporni otok Perejil (es. Isla Perejil), mali nenaseljeni otočić u blizini Ceute, Španjolska smatra dijelom Ceute, a ne zasebnim teritorijem. Otok Alboran (es. Isla de Alborán), mali otok u zapadnom Sredozemlju, oko 50 km od afričke obale i 90 km od Europe, administrativno pripada općini Almería na Iberijskom poluotoku.

## Politička geografija
Plazas de soberanía mali su otoci i poluotok uz obalu Maroka (jedini poluotok, Peñón de Vélez de la Gomera, bio je otok sve dok oluja 1934. nije stvorila pješčani most s kopnom). Čuvaju ih vojni garnizoni i njima izravno upravlja španjolska središnja vlada.
Kao i Ceuta i Melilla, dio su Španjolske, dakle i Europske unije, a valuta im je euro.